# Cabo Diaz
Das Cabo Diaz ist ein Kap an der Nordküste von Laurie Island im Archipel der Südlichen Orkneyinseln. Am östlichen Ende der Mackenzie-Halbinsel liegt sie zwischen der Sheila Cove im Westen und der Uruguay Cove im Osten.
Argentinische Wissenschaftler benannten es. Der weitere Benennungshintergrund ist nicht überliefert.